# جوی (فیلم)
جوی (انگلیسی: Joy) یک فیلم آمریکایی در سبک زندگینامه‌ای و درام به نویسندگی و کارگردانی دیوید او. راسل است که در سال ۲۰۱۵ منتشر شد. این فیلم نامزد دریافت جایزه گلدن گلوب بهترین فیلم موزیکال یا کمدی و همچنین جنیفر لارنس برنده جایزه گلدن گلوب برای بهترین بازیگر زن فیلم موزیکال یا کمدی شد.

## خلاصه داستان
فیلم داستان یک خانواده در طول ۴ نسل است. زنی بنام جوی یکی از اعضای این خانواده است که تلاش می کند تا بنیانگذار یک کسب و کار عظیم خانوادگی باشد…!